# Udo Niebergall
Udo Niebergall (* 10. April 1968 in Rüsselsheim) ist ein deutscher Musiker, Musikproduzent und Konzertveranstalter. Seit November 1995 ist er Gründer und Geschäftsführer der Firma Beatdisaster Records sowie Inhaber vom Master Control Musikverlag und der We Love Music Veranstaltungsagentur.
Udo Niebergall zählt mit über sieben Millionen verkaufter Tonträger (Singles+Alben) und über 35 Millionen verkaufter Compilations zu den erfolgreichsten Musikproduzenten Deutschlands. Er bekam 20 Gold- und Platinauszeichnungen verliehen. Niebergall platzierte 16 Singles von sechs Künstlern in den deutschen Top 100.

## Biografie
1987 produzierte Niebergall seine erste Platte „Houseman“ unter dem Pseudonym Voyou zusammen mit Andy Düx und Thomas Althen, die bei Westside auf dem Label SevenEleven erschien und erreichte damit die Billboard Charts. Westside war Sprungbrett für etliche heute namhafte Künstler, DJs und Produzenten wie Michael Münzing (Snap!), Camouflage, Scooter, Talla 2XLC und viele mehr.
1989 brachte Niebergall mit der Single Dux Dux „This Is a Sound“ die Acid-Welle von England nach Deutschland und verbuchte seinen ersten Chartshit. 1990 gründete er das Techno-Label Overdrive, das von Discomania vertrieben wurde. Es etablierte sich in kürzester Zeit zu einem der namhaftesten und erfolgreichsten Szene-Labels Europas und brachte Künstler wie Mark NRG, Tom Wax & Norman hervor. Niebergall spezialisierte sich dann auf kommerzielle Dance-Produktionen und konnte mit der Coverversion von „Vamos a la playa“ der Gruppe TNT Partyzone (EMI) im Jahre zum ersten Mal in die Top 30 der deutschen Charts vordringen.
1993 erschien der Titel „Razzia“ der Gruppe „M“ mit über 80.000 verkauften Tonträgern der Kultplatte mit Polizei-Sample. 1994 folgte eine Technoversion des Peter-Schilling-Klassikers Major Tom. Der Remix Major Tom 94 erreichte Platz 29 der Media-Control-Charts und sorgte damit für eine ganz neue Welle, die über Deutschland hereinbrach: NDD, neuer deutscher Dancefloor.
Von 1999 bis 2003 war Niebergall Besitzer des großen und bekannten Techno-Clubs Palazzo (mit DJs wie WestBam, Sven Väth, Jeff Mills, Milk & Sugar, Phats&Small, Hooligan, Mark ’Oh, DJ Taucher).
1995 schaffte er den weltweiten Durchbruch mit dem Popact Captain Jack. 1998 wurde er Auftragsproduzent von George Glück für die Musikgruppe Fresh Paint, die mit der Single Shalali lala die Charts erreichten.
2003 coverte er mit seiner eigenen Band Tube-Tech The End von The Doors und erreichte Platz 1 der deutschen DJ-Charts sowie Platz 88 der Singlecharts. Der Titel wurde in 23 Ländern veröffentlicht.